# 電視脫離
電視脫離是指因電視節目水準下降或其他因素，導致觀眾遠離電視、或減少看電視時間之社會現象。近年來因網際網路等新媒體快速崛起，自面世之初便成為主流傳播媒體工具的電視，也面臨如報紙、雜誌等傳統媒體般的收視率下降挑戰。

## 日本
日本過去為世界上人均看電視時間最長之國家。但近年來，除無業者、家庭主婦、老人及農、林、漁、牧業人員外，人均觀看電視（特為無線電視）之時間呈現小幅下降之勢（特為年輕男性）。高收視率節目亦較以往減少。節目品質低下、電視台對自身節目過度限制、電視劇內容公式化（例如NHK之晨間電視劇）、新聞主播頻繁將專有名詞与漢字讀錯、電視台對觀眾態度差、公共場所播放電視節目減少、網路普及、生活繁忙、錄影機流行、電視頻道增加、各種新興娛樂出現，皆為電視脫離之因。

## 臺灣
與日本相同，臺灣亦出現收視人口與收視率降低之現象（特為有線電視）。除電視頻道數量持續增多外，電視劇及綜藝節目之公式化、低俗化及日漸惡化之媒體亂象致使民眾對電視媒體失去信心亦為其因。許多年輕人反認網路媒體公信力高於電視媒體。

## 香港
與其他地區不盡相同，TVB自創台以來收視率一直處於領導地位，踏入千禧年代更一度擁有全港90%市佔率。不過2010年開始高收視率節目逐漸減少。自製節目品質低劣、電視台對自製節目過度限制、電視劇內容公式化、新聞節目自我審查及頻繁偏頗報導、電視台對觀眾態度差、公共場所播放電視節目減少、網路普及、生活繁忙、各種新興娛樂出現，皆為電視脫離之因。為解決觀眾及廣告收入的流失，TVB的官方網站tvb.com亦轉營為視像網站mytv，為未能依時回家收看節目的觀眾提供網上直播以及網上重看節目的渠道，不過仍未能阻止觀眾日漸流失。